# Penalva de Alva

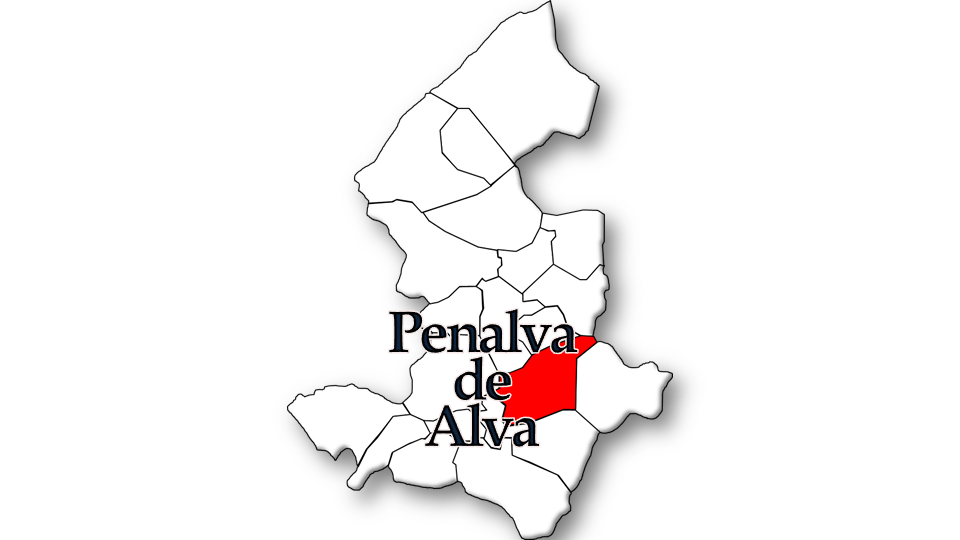
Localização no Município de Oliveira do Hospital

Penalva de Alva é uma povoação portuguesa do Município de Oliveira do Hospital que foi sede da extinta Freguesia de Penalva de Alva, freguesia que tinha 12,12 km² de área e 926 habitantes (2011), e, por isso, uma densidade populacional de 76,4 hab/km².
A Freguesia de Penalva de Alva foi extinta (agregada) pela reorganização administrativa de 2012/2013, tendo o seu território sido integrado na então criada União de Freguesias de Penalva de Alva e São Sebastião da Feira.
Penalva de Alva foi vila e sede de concelho. Em 1801 tinha 2 157 habitantes e 37 km². Após as reformas administrativas operadas pelo Decreto de 6 de Novembro de 1836 foi-lhe anexada a freguesia de São Sebastião da Feira e a freguesia de São Gião passou para o concelho de Sandomil. Tinha, em 1849, 2 191 habitantes e 25 km². O Concelho foi extinto pelo Decreto de 31 de Dezembro de 1853, sendo incorporado no concelho de Sandomil, até 1855, data da sua extinção pelo decreto de 24 de Outubro, transitando nesta data para o concelho (atual município) de Oliveira do Hospital.

## População

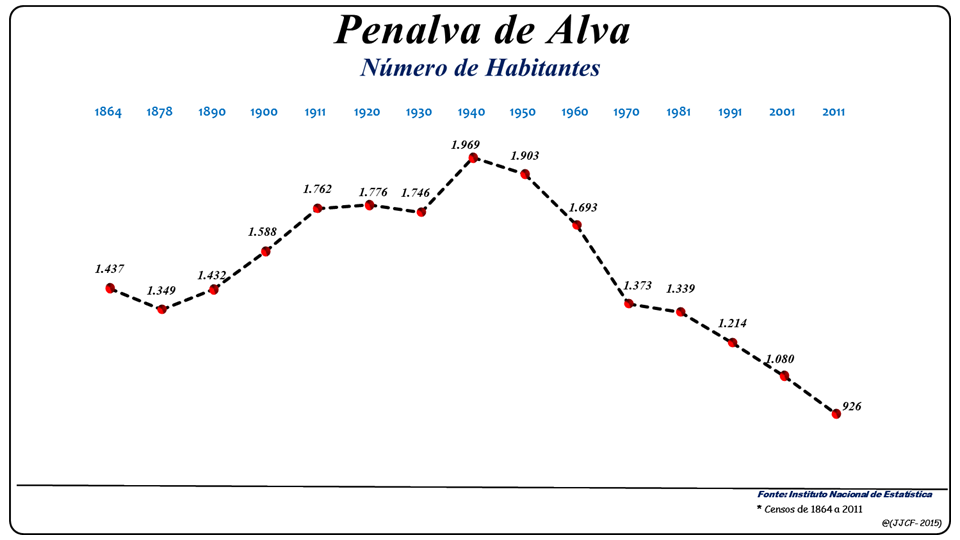
Evolução da População (1864 / 2011)

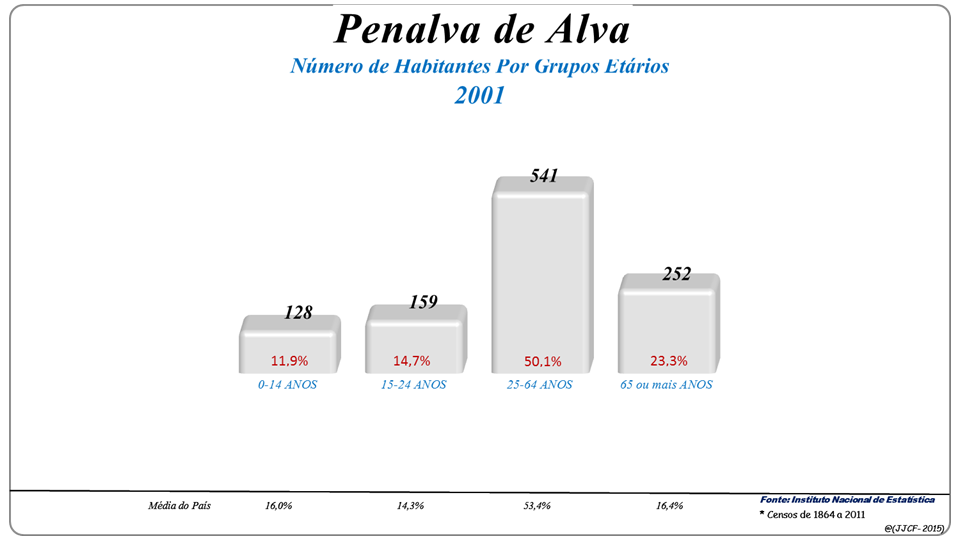
Grupos Etários (2001 e 2011)

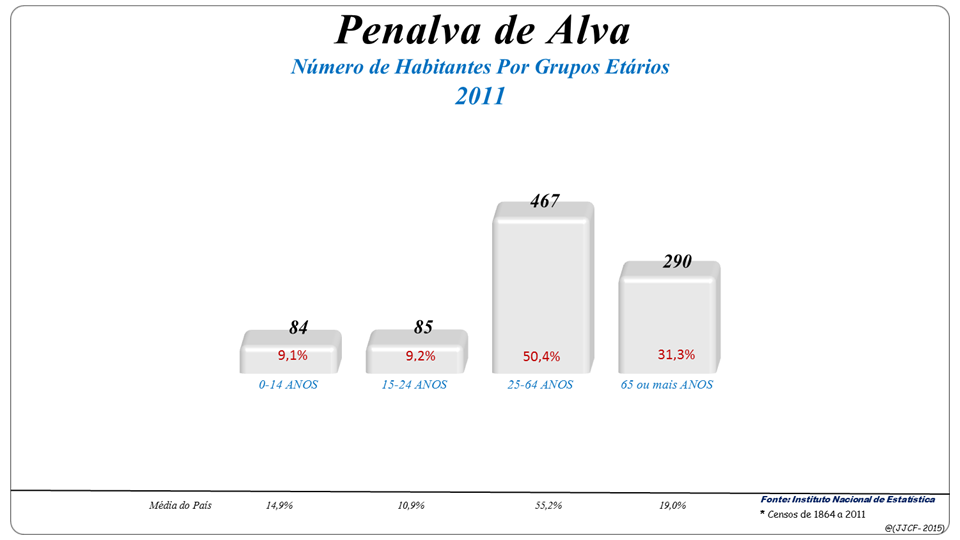
Grupos Etários (2001 e 2011)

| População da freguesia de Penalva de Alva | População da freguesia de Penalva de Alva | População da freguesia de Penalva de Alva | População da freguesia de Penalva de Alva | População da freguesia de Penalva de Alva | População da freguesia de Penalva de Alva | População da freguesia de Penalva de Alva | População da freguesia de Penalva de Alva | População da freguesia de Penalva de Alva | População da freguesia de Penalva de Alva | População da freguesia de Penalva de Alva | População da freguesia de Penalva de Alva | População da freguesia de Penalva de Alva | População da freguesia de Penalva de Alva | População da freguesia de Penalva de Alva |
| ----------------------------------------- | ----------------------------------------- | ----------------------------------------- | ----------------------------------------- | ----------------------------------------- | ----------------------------------------- | ----------------------------------------- | ----------------------------------------- | ----------------------------------------- | ----------------------------------------- | ----------------------------------------- | ----------------------------------------- | ----------------------------------------- | ----------------------------------------- | ----------------------------------------- |
| 1864                                      | 1878                                      | 1890                                      | 1900                                      | 1911                                      | 1920                                      | 1930                                      | 1940                                      | 1950                                      | 1960                                      | 1970                                      | 1981                                      | 1991                                      | 2001                                      | 2011                                      |
| 1 437                                     | 1 349                                     | 1 432                                     | 1 588                                     | 1 762                                     | 1 776                                     | 1 746                                     | 1 969                                     | 1 903                                     | 1 693                                     | 1 373                                     | 1 339                                     | 1 214                                     | 1 080                                     | 926                                       |

## Património
- Igreja Matriz de Penalva de Alva ou Igreja de São Tomé
- Pelourinho de Penalva de Alva
- Capelas de S. Paulo, de Santo André, de Santo António, de S. Pedro, de S. Tomé e de S. João
- Antiga Casa da Câmara
- Portal manuelino
- Almas da Rapada
- Fonte dos Merujais
- Caldas de S. Paulo
- Ponte (sobre o rio Alva)
- Nascente do pontão da Rapada
- Trecho do rio Alva
- Cabeça da Velha
- Alminhas de Penalva de Alva, destacando-se as Alminhas da Rapada[3].